# Beurlay
Beurlay ist eine westfranzösische Gemeinde mit 1003 Einwohnern (Stand 1. Januar 2022) im Département Charente-Maritime in der Region Nouvelle-Aquitaine. Die Bewohner werden Beurlaisiens und Beurlaisiennes genannt.

## Toponym
Der Name des Ortes stammt möglicherweise aus der Zeit des Hundertjährigen Krieges und ist dem Ratgeber des englischen Königs Richard III., Simon Burleigh, zu verdanken.

## Lage
Beurlay liegt in einer Höhe von etwa 35 Metern ü. d. M. in der historischen Kulturlandschaft der Saintonge etwa 13,5 Kilometer (Fahrtstrecke) westlich von Saintes bzw. 33 Kilometer südöstlich von Rochefort.

## Bevölkerungsentwicklung
| Jahr      | 1962 | 1968 | 1975 | 1982 | 1990 | 1999 | 2006 | 2016 | 2019 |
| Einwohner | 612  | 604  | 573  | 652  | 731  | 756  | 937  | 1032 | 1030 |

Im 19. Jahrhundert hatte der Ort stets zwischen 600 und 750 Einwohner. Die Reblauskrise und die Mechanisierung der Landwirtschaft führten zu einem Bevölkerungsrückgang, der in den letzten Jahrzehnten wegen der Nähe zu den Großstädten Saintes und Rochefort und den vergleichsweise niedrigen Mieten und Grundstückspreisen in Beurlay gestoppt werden konnte.

## Wirtschaft
Über Jahrhunderte spielte die Landwirtschaft zum Zweck der Selbstversorgung der Bevölkerung die größte Rolle im Wirtschaftsleben der Gemeinde. Doch wurde in Gegend schon seit der Römerzeit auch Wein angebaut, der seit der frühen Neuzeit destilliert und nach Nordeuropa (v. a. nach England) exportiert wurde. Beurlay gehört zu den Bois ordinaires et communs des Weinbaugebietes Cognac, doch werden die meisten Trauben zu Wein und Pineau des Charentes verarbeitet. Wichtigster Arbeitgeber im Ort ist die Pâtisserie Beurlay, deren Produkte (v. a. die Galettes charentaises) in ganz Frankreich bekannt sind.

## Geschichte
Die Tatsache, dass der Ort eine romanische Kirche besitzt, lässt auf eine lange Besiedlungszeit schließen, die wohl bis in die gallorömische Zeit zurückreicht.

## Sehenswürdigkeiten
- Die romanische Pfarrkirche Sainte-Madeleine beeindruckt durch die Kompaktheit ihrer Teile. Die Westfassade passt in ihrer Schlichtheit überhaupt nicht zu den Kirchen der Umgebung und so vermutet man eine, dass sie noch im 12. oder 13. Jahrhundert erneuert worden ist. Der massive Südturm ist – ebenso wie die mächtigen Strebepfeiler auf der Nordseite – eine Zutat des 14. oder 15. Jahrhunderts. Beeindruckendster und ältester Bauteil ist die dreigeschossig aufgebaute und durch Halbsäulenvorlagen vertikal gegliederte Apsis. Das einschiffige und nur aus zwei Jochen bestehende Langhaus ist – ebenso wie das Chorjoch – tonnengewölbt. Die vier Kapitelle des Chores und der Apsis überraschen durch ihre handwerkliche Perfektion. Der Kirchenbau ist seit dem Jahre 1977 als Monument historique[1] eingeschrieben.
- Wenige Meter südlich der Kirche entspringt eine Quelle (Source Freussin).
- Eine restaurierte Windmühle am Ortsrand erinnert an die Zeit des Getreidemahlens mit Hilfe von Windkraft.

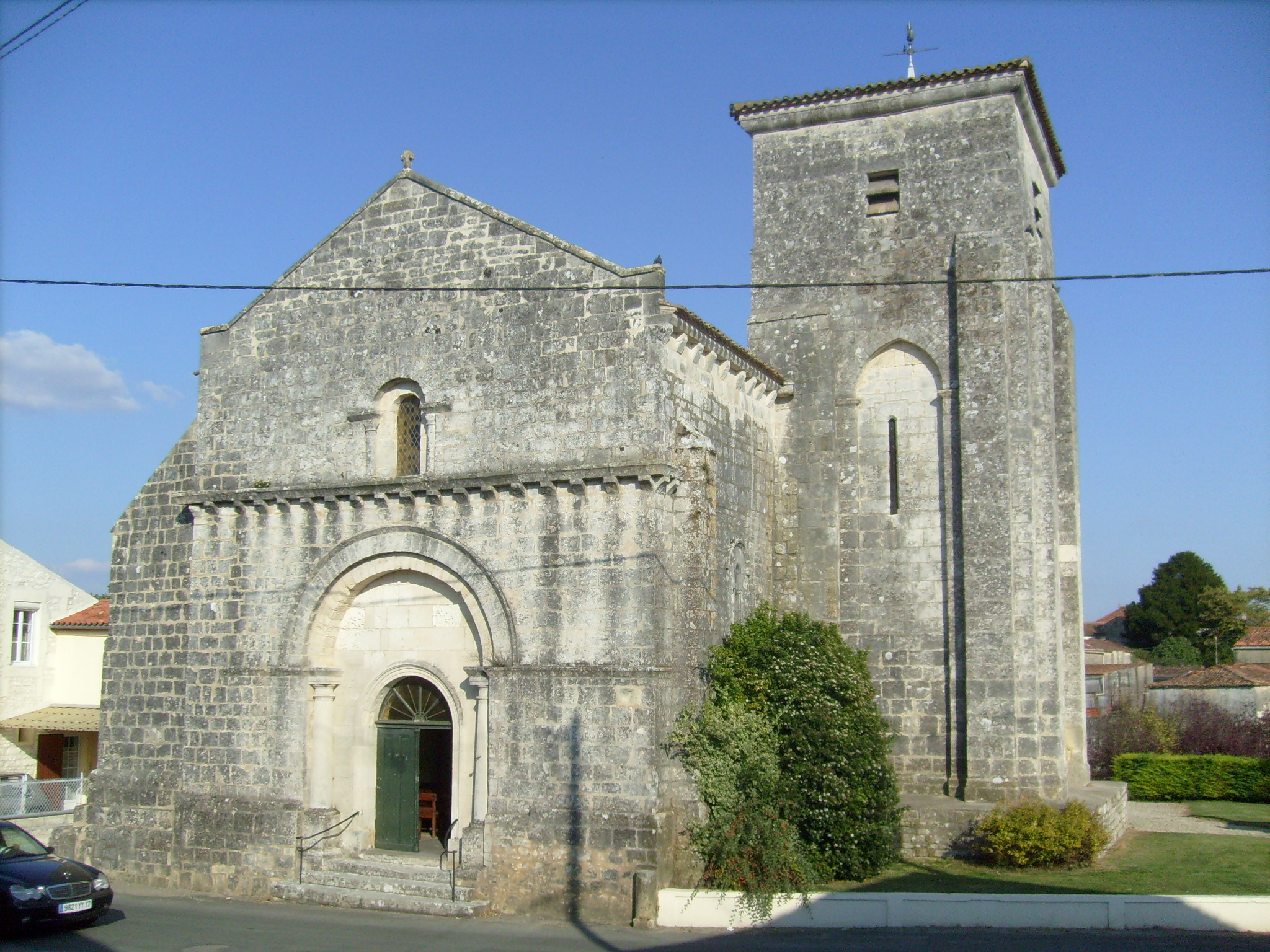
Westfassade der Kirche Sainte-Madeleine
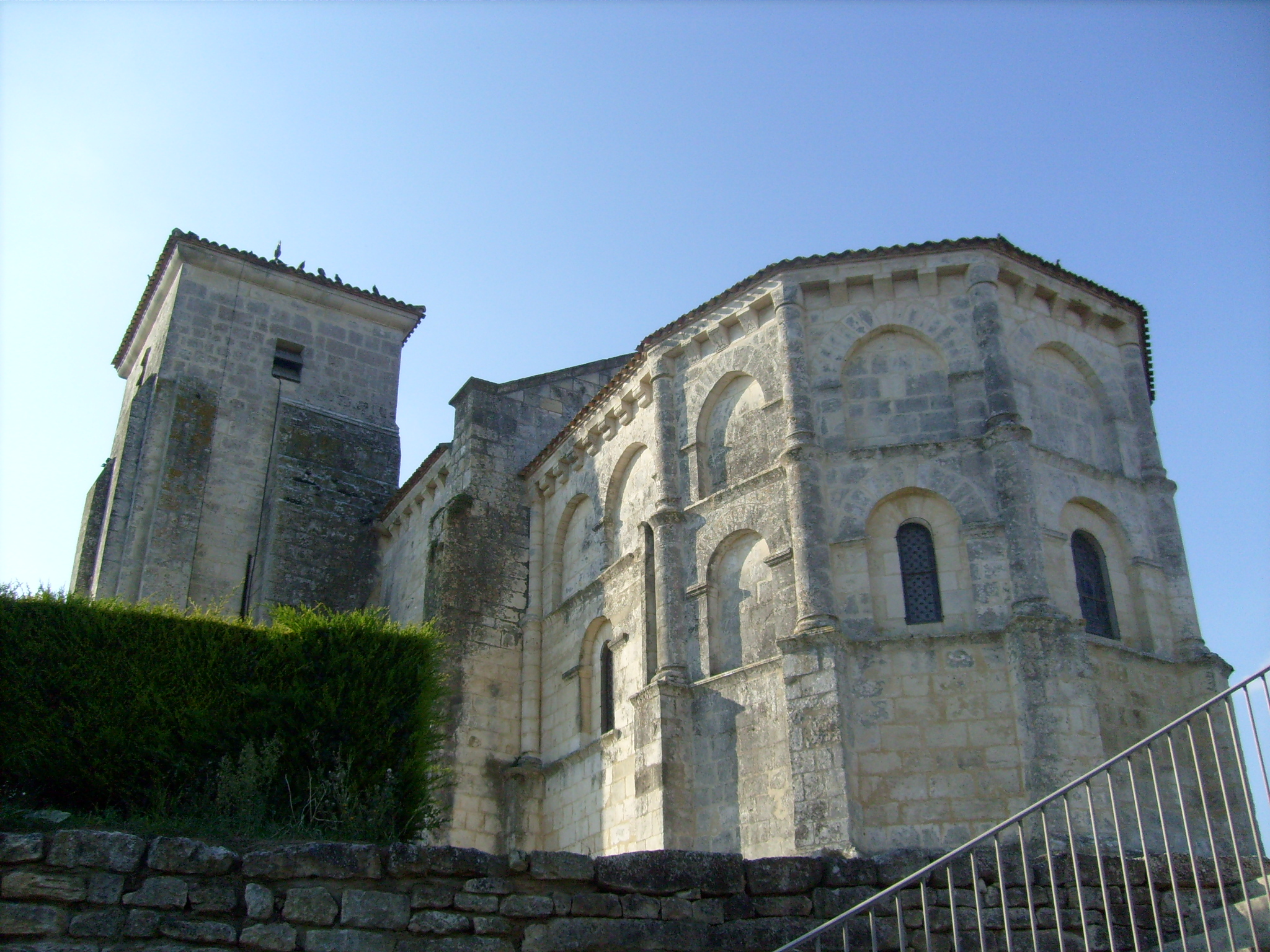
Apsis
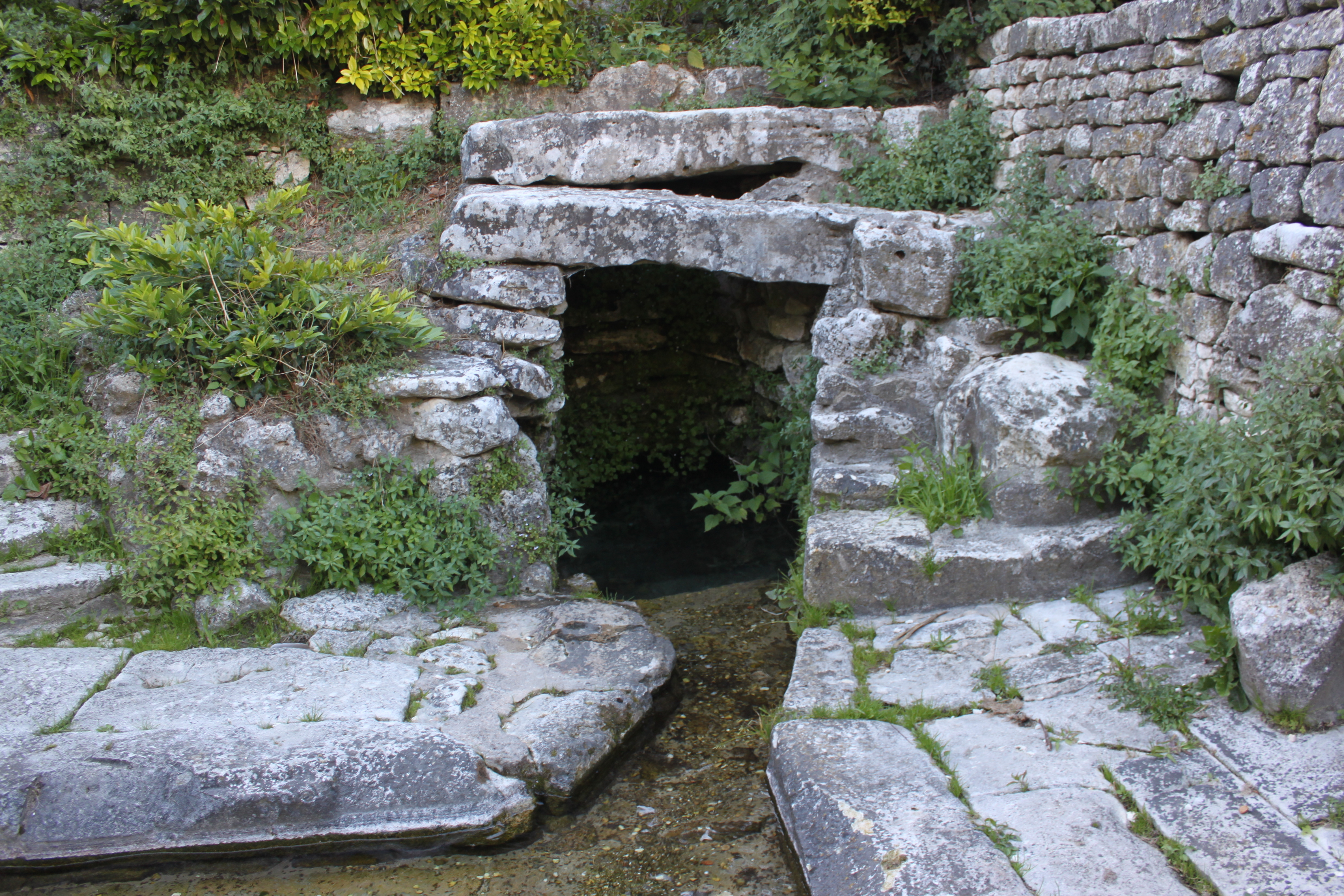
Source Freussin
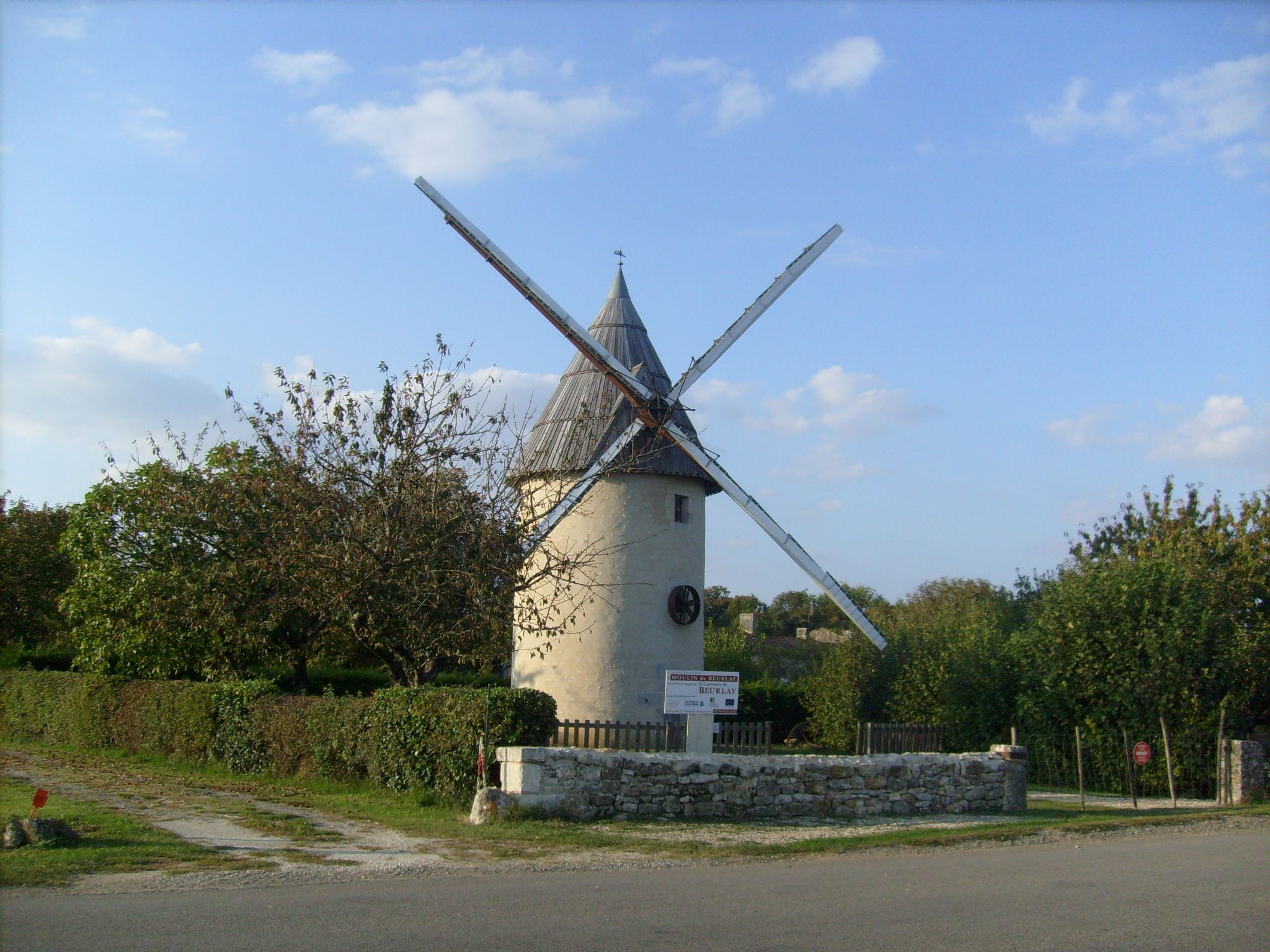
Windmühle

## Partnergemeinden
- Burley, Hampshire, England (seit 1993)